# Hnoss

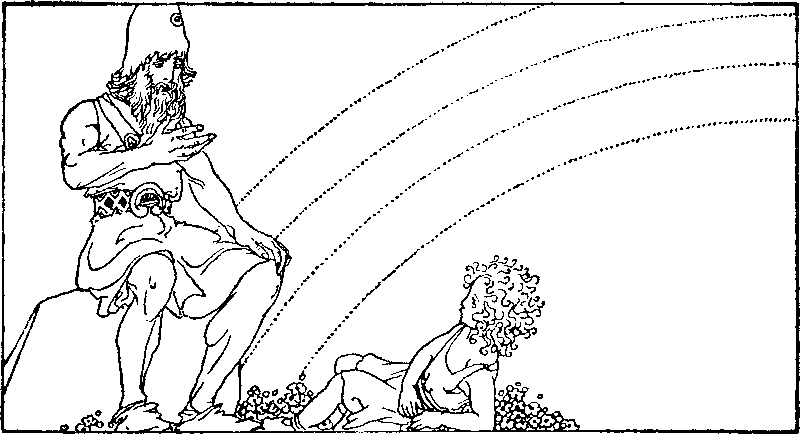
Heimdall y la pequeña Hnoss, cómo todas las cosas llegaron a ser hermosas (1920), por Willy Pogany.

Hnoss (en nórdico antiguo: ‘tesoro’), es una ványnja de la mitología nórdica, hija de Freyja y Óðr. Su hermana es Gersemi.
Hnoss es mentada en la obra de Snorri Sturluson Nafnaþulur.
En la Edda prosaica se le menciona así: "Hnos, que es tan hermosa, que de su nombre viene el que se llame Hnoss a lo que es hermoso y de mucho valor.
El filológo Rudolf Simek, que investigó sobre Hnoss en su obra Diccionario de Mitología Germano-Escandinava, llegó a la conclusión de que, al no aparecer en los mitos populares, fue una mera invención de Sturluson.